# سالم لطفي القاضي
سالم لطفي القاضي (1909-1971) هو سياسي ليبي تولى عدة مناصب وزارية منها وزير المالية، كما تولى رئاسة مجلس النواب في العهد الملكي. 
ولد في مدينة مصراتة، ودرس فيها الفقه والشريعة. ثُمّ عين رئيساً لبلدية مصراتة بعد زوال الاحتلال الإيطالي، وكان قبل ذلك من المؤيدين لجهود الأمير إدريس السنوسي لمقاومة الاحتلال الإيطالي، حيث ساهم في تعريف إسماع أعيان مدينته النداء الذي وجهه الأمير في 9 أغسطس 1940 للتعاون على مجابهته.
أصبح وزيراً للزارعة في حكومة إقليم طرابلس التي شكلها محمود المنتصر في مارس 1951، واستمرت الحكومة حتى الاستقلال في 24 ديسمبر 1951.
أصبح وزيراً للاقتصاد (ديسمبر 1954-مارس 1956) ثم وزيراً للمواصلات (مارس 1956-مارس 1957) في حكومة مصطفى بن حليم.
شارك في تأسيس جمعية الهلال الأحمر الليبي عام 1957، وانتخب في نفس العام رئيساً لمجلس النواب، وظل رئيس له حتى فبراير 1960.
عُين وزيراً للمعارف في حكومة عبد المجيد كعبار في فبراير 1960 حتى سبتمبر من نفس العام. ثم وزيراً للمالية لأول مرة في حكومة محمد عثمان الصيد حتى مايو 1961.
عُين بعد ذلك سفيراً لليبيا في الممكلة العربية السعودية، ثم أصبح أول سفير ليبي في الجزائر بعد استقلالها عام 1962.
عُين في حكومة محمود المنتصر وزيراً للمالية والاقتصاد في يناير 1964، ثم فُصلت وزارة الاقتصاد عن المالية وتولاها حسن ظافر بركان، وبقي القاضي وزيراً للمالية حتى يناير 1968 في حكومات المنتصر، ومازق، والبدري، والبكوش، باستثناء الفترة من مارس إلى أكنوبر 1965، وكان الوزير فيها عمر الباروني.
سُجن مع رجال العهد الملكي بعد انقلاب 1969 في ليبيا.